# Бацух
Бацу́х — село в окрузі Брезно Банськобистрицького краю Словаччини. Станом на грудень 2015 року в селі проживало 966 людей.

## Географія
Протікають Бацушський потік; потік Петриково і Малий Зелений потік.

## Населення
| Рік:            | 1994. | 2004.   | 2014.   | 2024.   |
| --------------- | ----- | ------- | ------- | ------- |
| Кількість осіб: | 1112  | 1030    | 973     | 894     |
| Різниця:        |       | -7,37 % | -5,53 % | -8,11 % |

| Рік:            | 2023. | 2024.   |
| --------------- | ----- | ------- |
| Кількість осіб: | 897   | 894     |
| Різниця:        |       | -0,33 % |